# Улица Неверова (Самара)
Улица Неверова — главная улица в посёлке Шмидта (или в «Запанском») Железнодорожного района города Самары. Начинается от улицы Герцена, пересекает Ремонтный и Бузулукский переулки, улицу Энгельса, Гатчинскую, Оренбургский переулок, Ново-Оренбургский переулок, улицу Землевольческую, улицу Степана Халтурина, улицу Восточную, улицу Пестеля, Линейную, улицу Засулич, Новосоветскую, Мостовую, Деповскую, Новогородскую, Железноводскую и заканчивается на улице Ярославская. Имеет относительную протяжённость 1,7 км.

## История
Улица Неверова названа именем популярного в 1920-е годы советского писателя Александра Сергеевича Неверова (Скобелева). Переименована 13 февраля в 1925 году. Ранее имела название Старо-Панская. 
В 1933 году на месте учебной металлобазы был основан электромеханический ремонтный завод «Рейд». В 2013 году предприятие было ликвидировано. По адресу Неверова в доме № 33 с 1997 года основана парфюмерно-косметическая компания «Весна» на базе завода № 377 «Красный химик», эвакуированный в 1942 году из Ленинграда. 
В доме № 19 ранее располагался кислородный завод, построенный ещё в 1930-х годах, но он также не дожил до наших дней. В доме № 23 соседствовал старый мясокомбинат, наследник дореволюционных городских скотобоен. Рядом с ним находилась межкраевая база «Союзпушнина». В 1936 году она и мясокомбинат стали жертвами сильного пожара.
В 1934 году после переименования посёлка был пущен автобус с маршрутом № 3. 
Самыми старыми домами по улице Неверова являются дома № 23 и 25, которые были построены ещё в 1901 году, дожившие до настоящего времени. 
Дом № 87, построенный в 1911 году, является памятником архитектуры, в котором ранее находилось здание городского приходского училища № 36. В настоящее время Волжский государственный университет водного транспорта. Рядом соседствует заброшенный кинотеатр «Авангард», построенный в 1965 году. 
В 2020 году улица Неверова попала в список для ремонта дорог нацпроекта "Безопасные и качественные автомобильные дороги".

## Здания и сооружения
№ 19 — участковый пункт полиции
№ 33 — Весна (парфюмерно-косметическая компания)
№ 39к6 — ВолгаЭнергоПроект (гидротехническое строительство)
№ 39к8 — АЗСТРАСТСТРОЙ (инжиниринговая компания)
№ 39ш — ВолгаЭнергоПром (торгово-сервисная компания)
№ 87 — Волжский государственный университет водного транспорта
№ 150а — ВелесГрупп (торгово-производственная компания)
№ 158б — Поволжская металлоломная компания
№ 168б — РЖД (дирекция связи, региональный центр связи)

## Транспорт
- Автобус: 3, 13
- Электричка: станция Самара, станция Школьная